# Вільгельмсгафен
Вільгельмсгафен (нім. Wilhelmshaven [vɪlhɛlmsˈhaːfən], ниж.-нім. Wilhelmshoben — «гавань Вільгельма») — місто та база військово-морського флоту на північному заході Німеччини.

## Історія
На місці, де тепер знаходиться Вільгельмсгафен, раніше стояв замок Зібецбург, побудований ще в 14 ст. Замок використовували пірати для своїх нападів на торговельні судна, тому вже у 1433 році він був зруйнований за ініціативою Ганзейського союзу. Чотирма століттями потому Пруссія виявила намір щодо будівництва флоту та порту на Північному морі. У 1853 році прусський принц Адальберт уклав Ядебузенський договір із Великим герцогством Ольденбурзьким, за яким 340 гектарів землі князівства на узбережжі затоки Яде переходило під суверенітет Пруссії. У 1869-му король Пруссії, а згодом німецький імператор Вільгельм І заснував місто як ексклав провінції Ганновер та військову-морську базу з метою подальшого розвитку прусського флоту. Райони міста, що знаходились подалі від узбережжя, залишились у складі герцогства Ольденбург.
У Вільгельмсгафені з часом збудовано суднобудівний завод Kaiserliche Werft Wilhelmshaven (Імперська верф Вільгельмсгафен). 30 червня 1934 року зі стапелів верфі зійшов важкий крейсер Адмірал Граф Шпеє. У 1937 р. до складу території Вільгельмсгафена увійшов район Рюстрінген, а саме місто відійшло під управління вільної землі Ольденбург.

### Друга світова війна
Дві третини будівель міста були зруйновані внаслідок бомбардування військами Антигітлерівської коаліції. 5 травня 1945 р. 1-й Західний польський корпус під командуванням генерала Станіслава Мачека захопив Вільгельмсгафен і прийняв капітуляцію всього гарнізону, включаючи 200 суден Кригсмарине. Польські війська залишились у місті як союзні окупаційні сили. Під час Другої світової війни Alten Banter Weg (№ 1582 Вільгельмсгафен) був одним із підрозділів концентраційного табору Ноєнгамме в Гамбурзі.
У 1947 році міська рада вирішила затвердити новий герб міста. Під час конкурсу ряд проєктів герба було відкинуто британським військовим урядом. Новою ж емблемою Вільгельмсгафена став образ фрисландського воїна (Rüstringer Friesen), дерев'яна статуя якого була зведена у місті ще за часів Першої світової війни. Вона слугувала засобом пропаганди та збору пожертв від населення на потреби армії Німецької імперії. Кожен, хто бажав спонсорувати війська Німеччини, купував стальні, срібні чи навіть золоті гвіздки і вбивав їх у певне місце на «тілі» дерев'яного воїна. З часом такий воїн повністю вкривався шаром цвяхів і набував вигляду середньовічного лицаря в металевих обладунках.

### Школа принца Руперта
Школа принца Руперта, відкрита в липні 1947-го, була одним із перших навчальних закладів для дітей британських військовослужбовців та штатних працівників окупаційного уряду союзників. Школа розташовувалась на місці колишньої німецької бази для підводних човнів і проіснувала аж до 1972 року, коли її було переведено в Рінтельн, містечко в Нижній Саксонії. 3 вересня 2007 року колишні випускники возвели меморіал на честь ювілею заснування школи в Вільгельмсгафені.

## Вільгельмсгафен сьогодні
У повоєнний час гавань міста використовувалась не лише у військових цілях, але й слугувала потребам економіки та туризму. Тепер, Вільгельмсгафен повернув собі статус головної бази ВМС Німеччини у Північному морі. Крім того, він залишається третім за значенням німецьким портом, йдучи слідом за Гамбургом та Бременом. Головним напрямком роботи порту є обслуговування транспортування нафтопродуктів. Важливими складовими економіки міста є підприємства воєнного сектору, хімічної та нафтопереробної промисловості, однак рівень безробіття в місті все одно залишається одним із найвищих в Західній Німеччині. Нафтоналивний термінал та переробний завод з'єднані з іншими німецькими індустріальними центрами через систему трубопроводів. В місті також знаходиться Університет прикладних наук, що надає освіту в галузі інженерії та бізнесу.
Подальший економічний розвиток міста пов'язують із декількома масштабними проєктами в транспортній та енергетичній сферах. Так, до кінця 2011 року має стати до ладу перша черга будівництва нової пристані та контейнерного порту, що здійснюється за проєктом Яде Везер Порт (офіційна сторінка [Архівовано 12 серпня 2014 у Wayback Machine.]). Датою завершення будівельних робіт визначено 5 серпня 2013 року. Яде Везер стане крайнім східним глибоководним портом на Північному морі, здатним приймати найбільші контейнерні судна світу. Розробники проєкту сподіваються, що левова частка контейнерного трафіку країн Балтики, Скандинавії та Західної Росії буде обслуговуватись саме у гавані Вільгельмсгафена. Планом розвитку міста також передбачено будівництво електростанції потужністю 800 МВт, спорудження терміналу для зрідженого природного газу, прокладання приморського автобану, що з'єднає північно-західні індустріальні центри Німеччини, розташовані на річках Ельба, Везер та Емс (річка).

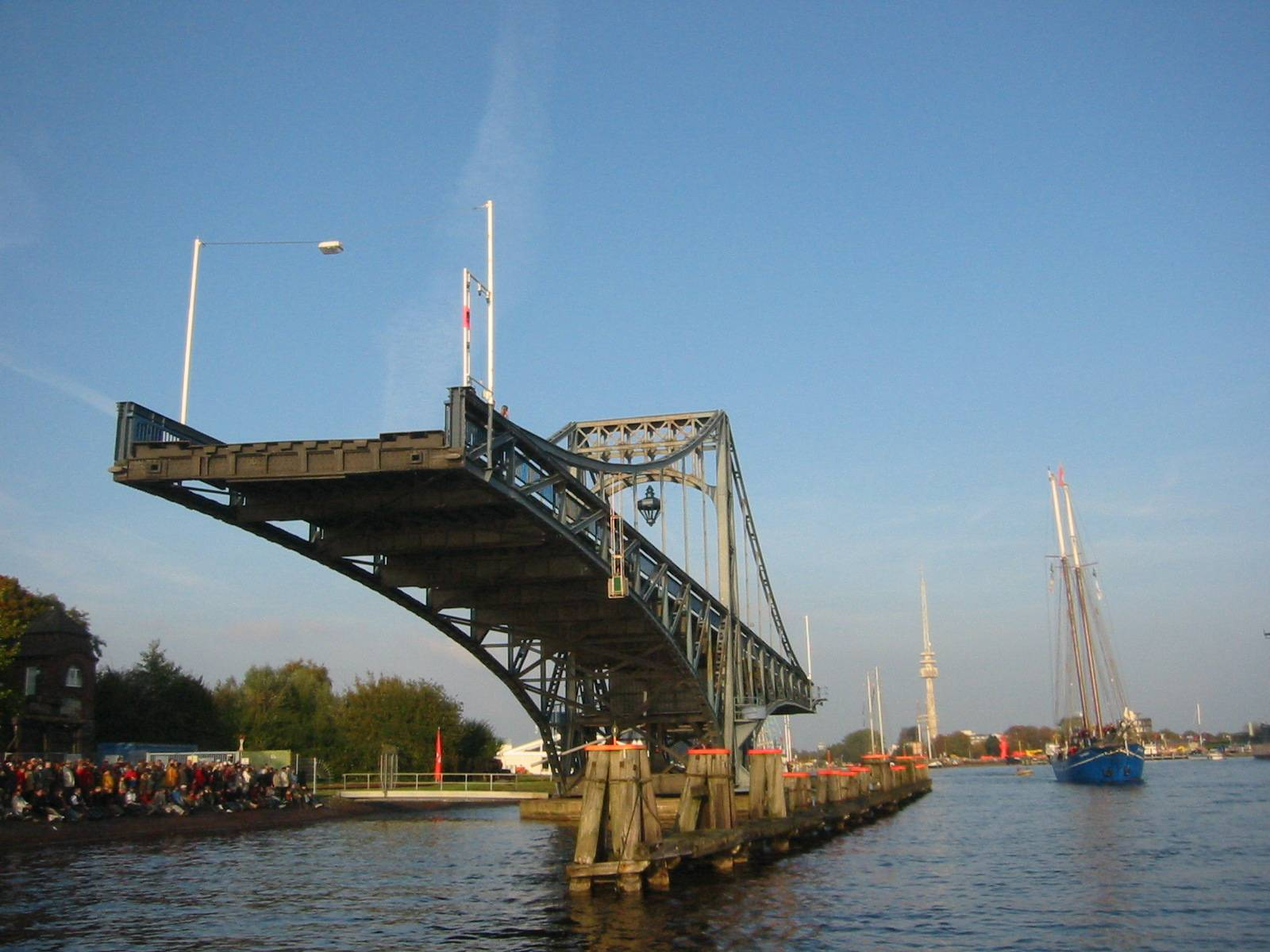
Міст ім. кайзера Вільгельма у Вільгельмсгафені

## Визначні місця
- Акваріум Вільгельмсгафен, де утримуються види тварин, характерні для вод Північного моря, а також знаходиться інформаційний центр національного парку Ваддензе (Нижня Саксонія).
- Міський ботанічний сад.
- Німецький воєнно-морський музей, головними експонатами якого є колишній есмінець (1967), субмарина та декілька малих військових суден.
- Прибережний музей (нім. Küstenmuseum).
- Міська портова пристань, де пришвартовані списаний плавучий маяк «Weser» та паровий укладальник буїв «Kapitan Meyer» — діюче судно-музей. Наприкінці червня кожного року до пристані також причалюють великі вітрильники.
- Міст кайзера Вільгельма (нім. Kaiser-Wilhelm-Brücke) є ще однією відомою інженерною та архітектурною пам'яткою міста. Збудований у 1905—1907 рр. завдовжки 159 м, він певний час залишався найбільшим розвідним поворотним мостом у Європі.
- Міська ратуша Рюстрінгена, збудована з цегли в 1927—1929 рр.
- Гарнізонна церква Христа (нім. Christus-und-Garnisionskirche), найстаріший храм міста (1869), архітектор Фрідріх Адлер. Церква зазнала серйозних руйнувань під час Другої світової війни, однак згодом була реставрована.
- Пам'ятник засновнику міста кайзеру Вільгельму І на майдані Фрідріх-Вільгельм Плац, зведений у 1896 році. Під час війни статуя була переплавлена і знову відлита аж у 1994-му.
- Вхідна будівля колишньої імператорської воєнної верфі (1870-ті).
- Будівля старої імператорської західної корабельні, закінчена у 1913 році.

## Відомі особистості
В поселенні народився:
- Адальберт фон Бланк (1907—1976) — німецький морський офіцер.

## Міста-побратими
- 1965  Віші, Франція
- 1976  Норфолк, Вірджинія, США
- 1979  Данфермлайн, Файф, Шотландія
- 1992  Ціндао, Китай
- 1988  Бад-Гарцбург, Німеччина
- 2006  Бидгощ, Польща